# 全国市街地再開発協会
公益社団法人全国市街地再開発協会（ぜんこくしがいちさいかいはつきょうかい、英称：Urban Renewal Association of Japan）は、市街地再開発事業（都市再開発）に関する業務を行う日本の公益社団法人。1969年の都市再開発法制定に伴い、同年に社団法人として設立、2012年に公益社団法人へ移行した。
略称は、英称 (Urban Renewal Association of Japan) の頭文字を取った「URAJA」。
機関誌『市街地再開発』を月刊で発行するほか、1989年（平成元年）からは広報誌『CITY in CITY』の発行も開始した。

## 目的
「市街地の再開発、住宅地区の環境整備、密集市街地の整備、マンションの建替えの円滑化、中心市街地等における居住機能の増進等（以下「市街地の再開発等」という。）に関する総合的な調査研究及び事業の推進を図ることにより、公共の福祉の増進に寄与すること」を協会の目的とする。